# Callosa d’en Sarrià
Callosa d'en Sarrià (Spanisch: Callosa de Ensarriá) ist eine Gemeinde im Südosten von Spanien in der Provinz Alicante in der Valencianischen Gemeinschaft. 2024 hatte die Gemeinde 7.959 Einwohner.

## Geografie
Die Gemeinde grenzt an die Gemeinden Altea, Bolulla, Guadalest, Xaló, La Nucia, Polop und Tàrbena.

## Geschichte
Es wurden Ablagerungen aus dem Neolithikum (5.000 v. Chr.), dem Chalkolithikum, der Bronzezeit, der iberischen und römischen Epoche entdeckt. Diese Siedlungen bildeten die Grundlage für die Gründung von muslimischen Weilern in verschiedenen Teilen der Gemeinde. Der Ursprung von Callosa ist ein altes muslimisches Bauernhaus, das nach der christlichen Rückeroberung von den König Jakob I. von Aragonien in den Feudalbesitz übergeben wurde.

## Demografie
| 1842  | 1900  | 1930  | 1950  | 1970  | 1981  | 1991  | 2001  | 2011  |
| ----- | ----- | ----- | ----- | ----- | ----- | ----- | ----- | ----- |
| 1.902 | 1.714 | 1.569 | 1.445 | 1.574 | 1.738 | 1.855 | 2.300 | 4.159 |

## Wirtschaft
Callosa betreibt eine äußerst wettbewerbsfähige Landwirtschaft auf der Grundlage von Mispeln. Daneben ist der Tourismus von Bedeutung.

## Sehenswürdigkeiten
Die wichtigsten Bauwerke der Stadt sind die katholische Erzbischofskirche Sant Joan Baptista aus dem 18. Jahrhundert und die Festung von Bèrnia, die im 17. Jahrhundert gebaut wurde um den Ort vor Piraten zu schützen.